# Landresse
Landresse is een gemeente in het Franse departement Doubs (regio Bourgogne-Franche-Comté) en telt 183 inwoners (2005). De plaats maakt deel uit van het arrondissement Pontarlier.

## Geografie
De oppervlakte van Landresse bedraagt 14,4 km², de bevolkingsdichtheid is 12,7 inwoners per km².

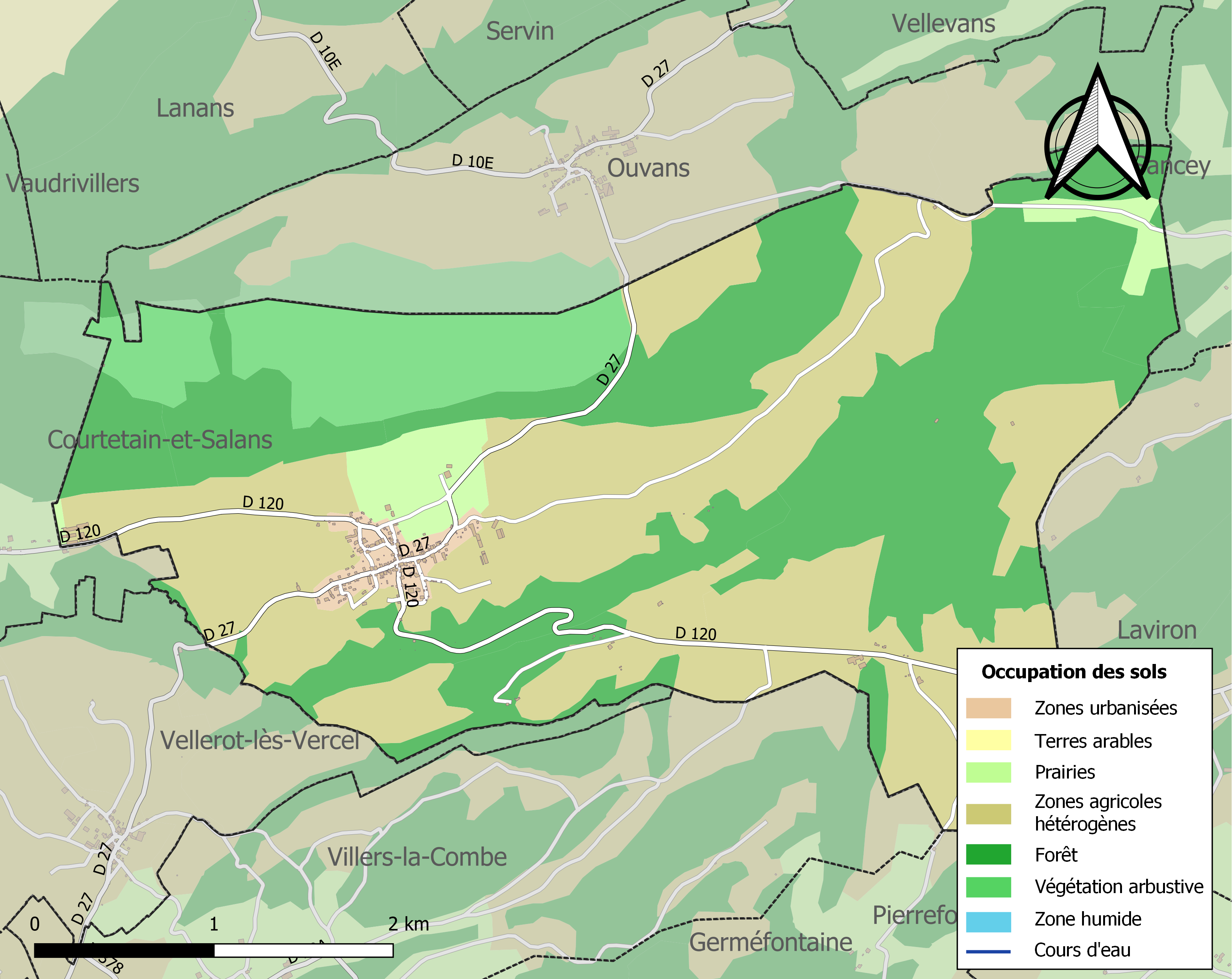
Kaart van de gemeente met de belangrijkste infrastructuur, bodemgebruik en omliggende gemeenten

## Demografie
Onderstaande figuur toont het verloop van het inwonertal (bron: INSEE-tellingen).